# Circuit Goodyear
Het Circuit Goodyear is een racecircuit in Colmar-Berg, Luxemburg. Het circuit ligt nabij de fabriek van Goodyear, waar ongeveer 3600 mensen werken. Het circuit is aangelegd als testbaan voor de rubberfabrikant, maar een kleine groep werknemers genaamd de Ecurie Motorsportclub Goodyear organiseert jaarlijks minimaal twee races. De afgelopen jaren werden op het circuit de Goodyear Trophy en Coupe Goodyear gehouden.